# 4중적 의미의 해석

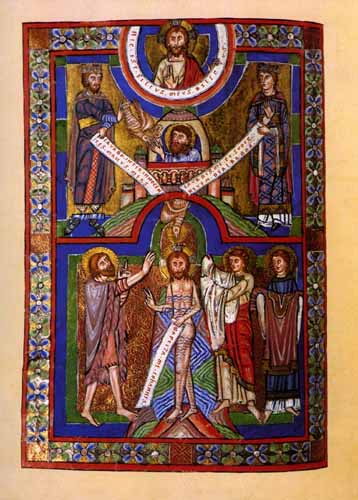
노아와 구약의 "세례 홍수"(위쪽 패널)는 신약의 예수 세례(아래쪽 패널)와 "예표적으로 연결"되어 있다(이것은 예수 세례를 예시한다).

4중적 의미의 해석(The Four Senses of Scriptural Interpretation)은 성경 해석의 네 가지 수준 방법이다. 기독교에서는 문자적, 풍유적, 교훈적, 영적의 네 가지 의미를 포함한다. 카발라에서는 성경 본문의 네 가지 의미를 문자적, 암시적, 풍유적, 신비적으로 구분한다.
중세까지 유행하던 해석 방법으로 성경의 본문 해석을 4가지 의미에서 관찰하는 것이다. 필론의 영향을 받은 오리게네스에 의해 3중적 의미의 해석이 시도되었는데 후에 영적 의미(sensus anagoricus)를 추가하여 4중적 의미의 해석으로 되었다.
1. 역사적 의미 혹은 문자적 의미 (sensus historicus or literalis)란 단어들을 있는 그대로 설명하는 것
2. 교훈적인 의미(senus tropologicus)란 교훈과 도덕적 시정(the correction of morals)을 찾는 것
3. 풍유적인 의미(sensus allegoricus)란 문자적 의미 이상의 다른 의미를 설명하는 것
4. 영적 의미(sensus anagoricus)란 신비적으로 혹은 공적으로(mystically or openly) 사용되는데, 듣는자의 마음이 하늘의 것들(heavenly things)을 묵상함으로써 감동받고 훈계를 받는 것.

## 역사

### 고대 후기
유대교에서는 성경 해석이 특히 미드라시를 사용하는데, 이는 히브리어 성경을 해석하는 유대적 방법이자 유대 율법을 구성하는 규칙들이다. 히브리어 성경 해석에서 초기 풍유적 특성은 알렉산드리아 출신의 저명한 그리스화된 유대인인 필론의 방대한 저작에서 두드러지게 나타나는데, 그의 70인역에 대한 풍유적 독해는 전통적인 유대적 서사와 플라톤주의를 종합했다. 초기 전통을 이어받은 필론의 풍유화는 후대 유대 사상에 거의 영향을 미치지 못했는데, 이는 부분적으로는 4세기경 알렉산드리아의 유대 문화가 분산되었기 때문이다.
3세기에는 알렉산드리아 교리학교를 졸업한 신학자 오리게네스가 사도 바울로가 갈라디아인들에게 보낸 편지 4장에서 사용한 유대적 해석 방법을 바탕으로 성경의 세 가지 의미(문자적, 도덕적, 영적) 원리를 정립했다. 4세기에는 신학자 아우구스티누스가 이 교리를 발전시켜 성경의 네 가지 의미가 되었다.
프루덴티우스는 약 400년에 순수하게 풍유적인 최초의 현존하는 기독교 독립 저작인 영혼전쟁("영혼의 전쟁")을 썼다. 이 줄거리는 희망, 절제, 정절, 겸손 등 의인화된 "선한" 미덕들이 교만, 분노, 이교, 탐욕 등 의인화된 "악한" 악덕들과 싸우는 내용으로 구성되어 있다. 의인화된 인물들은 여성인데, 라틴어에서 추상적인 개념을 나타내는 단어는 여성 문법적 성별을 가지기 때문이다. 프루덴티우스가 풍유에 대한 맥락이나 설명을 제공하지 않기 때문에, 이 작품을 잘 모르는 독자는 이 이야기를 많은 화난 여성들이 서로 싸우는 이야기로 문자적으로 받아들일 수 있다.
5세기 초 같은 시기에 풍유 역사에 중요한 세 명의 다른 저자가 등장했는데, 클라우디아누스, 마크로비우스, 마르티아누스 카펠라이다. 이 저자들에 대해서는 "진정으로" 기독교인이었는지조차 거의 알려진 바가 없다. 그럼에도 불구하고, 우리는 그들이 주로 의인화를 통해 학술적 내용을 풍유적 형태로 표현하려는 경향을 전달했으며, 이는 나중에 중세 교육 방법의 표준적인 부분이 되었다는 것을 알고 있다. 클라우디아누스의 첫 작품인 《루피누스에 대하여》는 무자비한 루피누스를 공격했으며, 12세기 안티클라우디아누스, 즉 훌륭한 사람이 되는 방법에 대한 잘 알려진 풍유의 모델이 되었다. 또한 그의 《프로세르피나 강탈》은 신화적 풍유, 의인화, 우주론적 풍유의 연쇄를 제공했다. 신플라톤주의 주석가들은 고대 신화, 호메로스, 그리고 플라톤을 독해하는 데 풍유를 수사학, 철학, 종교적 장치로 사용했다. 마크로비우스는 《스키피오의 꿈에 대한 주석》을 저술하여 중세 시대에 꿈의 풍유적 해석이라는 선호되는 주제의 전통을 제공했다. 마르티아누스 카펠라는 《필로로기아와 메르쿠리우스의 결혼》("학문과 문학 사랑의 결혼")을 저술했는데, 이 제목은 지적인 학습과 문학 사랑의 풍유적 결합을 의미한다. 이 책은 "7가지 자유 교양"(문법, 수사학, 변증법, 기하학, 산술, 천문학, 음악)에 대한 짧은 논문을 포함하고 있어 표준 교과서가 되었으며, 중세 내내 교육자와 학생들에게 큰 영향을 미쳤다.
아니키우스 만리우스 세베리누스 보에티우스, 아마도 고대 후기의 가장 영향력 있는 저자일 그는, 자신의 작품 《철학의 위안》을 통해 독자들에게 의인화된 철학의 여신을 처음으로 소개했으며, 이는 셀 수 없이 많은 후기 의인화된 인물들(예: 행운의 여신, 운명의 여신 등)의 원천이 되었다. 보에티우스 이후 12세기까지 알려진 풍유 문학 작품은 존재하지 않는다. 비록 이 시기 동안 풍유적 사고, 요소 및 예술 작품이 풍부했지만, 중세 성기에 중세 대학이 부상하고 나서야 지속적인 풍유 문학이 다시 나타났다.

### 중세
중세 시대의 작품으로는 생 빅토르의 위그 (《디다스칼리콘》, 1125년), 베르나르 실베스트리스 (《코스모그라피아 (베르나르 실베스트리스)》, 1147년), 알라누스 압 인술리스 (《자연의 한탄》, 1170년, 《안티클라우디아누스》) 등이 있으며, 이들은 형이상학과 과학적 질문에 대한 추상적인 사색을 위해 풍유(주로 의인화)의 사용을 개척했다. 중세 성기와 후기 중세에는 많은 풍유적 작품과 기법이 나타났다. 이 시기에는 네 가지 위대한 작품이 있었다:
- 장미 이야기. 주요 풍유 작품으로, 서유럽 문학에 많은 지속적인 영향을 미치며, 완전히 새로운 장르를 창조하고 방언을 발전시켰다.
- 신곡. 풍유적으로나 문학 작품으로서나 가장 위대한 중세 작품 중 하나로 평가받으며, 과거에도 현재에도 인기가 많다.
- 농부 피어스의 꿈. 백과사전적인 풍유적 장치들의 배열. 꿈-환상; 순례; 의인화; 풍자; 예표론적 이야기 구조(꿈꾸는 사람의 진행은 아담의 타락부터 묵시까지 성경 역사의 진행을 반영한다).
- 진주. 영적 풍유에 기반한 줄거리에서, 꿈꾸는 사람은 하늘의 예루살렘으로 인도된다. 죽음의 의미에 초점을 맞춘다. 《철학의 위안》에 대한 종교적 응답.

## 네 가지 해석 유형
대부분의 중세 사상가들에게는 중세에 사용된 네 가지 해석(또는 의미) 범주가 있었는데, 이는 초기 기독교 시대의 성경 주석가들로부터 유래했다.
1. 문자적 해석: 이야기의 사건을 역사적 목적으로 해석하며, 숨겨진 의미는 없다.
2. 예표론적 해석: 구약성경의 사건과 신약성경의 사건을 연결하며, 특히 예수 그리스도의 생애와 구약성경의 이야기들 사이의 풍유적 연결을 그린다.
3. 도덕적 또는 트로폴로지적 해석: 현재 어떻게 행동해야 하는지에 대한 "이야기의 교훈"이다.
4. 영적 해석: 기독교 역사의 미래 사건, 천국, 지옥, 최후의 심판을 다루며, 예언을 다룬다.

따라서 네 가지 해석(또는 의미) 유형은 과거 사건(문자적), 과거 사건과 현재의 연결(예표론), 현재 사건(도덕적), 그리고 미래(영적)를 다룬다.
예를 들어, 산상수훈의 경우
- 문자적 해석은 예수가 언덕에 올라가 설교했다는 서술이다.
- 풍유적/예표론적 해석은 예수가 새로운 모세이자 율법 수여자로서 산에서 계명을 전달한다는 것이다.
- 교훈적 해석은 사람들이 예수 그리스도의 말씀을 듣기 위해 애쓰고, peacemaker 등이 되어야 한다는 것이다.
- 영적 해석은 예수 그리스도가 자신의 죽음을 예언하고, 말세에 최종적인 축복을 약속하며 그 해석(박해받고, 애통하는 자들과 함께하며, 평화롭게 하는 등)을 설정하는 것이다.

단테는 칸 그란데 델라 스칼라에게 보낸 서신서에서 "사중적 방법"(또는 "신학자들의 풍유")을 통해 해석하는 것을 묘사한다. 그는 자신의 작품의 "의미"가 단순하지 않고 다음과 같다고 말한다:
| “ | 오히려, 그것은 "다의적"이라고 불릴 수 있는데, 즉 여러 의미를 지닌다. 첫 번째 의미는 글자 그 자체에서 파생되고, 두 번째 의미는 글자가 나타내는 것들에서 파생된다. 우리는 첫 번째 의미를 "문자적" 의미라고 부르고, 두 번째 의미를 "풍유적", 또는 "도덕적", 또는 "영적"이라고 부른다. 이 처리 방법을 명확히 하기 위해 다음 구절을 살펴보자: 이스라엘이 이집트에서 나아갈 때, 야곱의 집안이 야만족을 떠나자: 유대가 그의 성소가 되고 이스라엘이 그의 통치령이 되었다 (시편 113편). 이제 우리가 글자만을 살펴보면, 모세 시대에 이스라엘 자손이 이집트에서 탈출한 것을 의미한다; 풍유적으로는 예수 그리스도를 통해 우리의 구원이 이루어지는 것을 의미한다; 도덕적 의미로는 죄의 슬픔과 비참함에서 은혜의 상태로 영혼이 변화하는 것을 의미한다; 영적 의미로는 이 부패한 속박에서 거룩한 영혼이 영원한 영광의 자유로 탈출하는 것을 의미한다. 이 모든 것은 상징적이라고 불릴 수 있다. | ” |

### 구약과 신약
중세 풍유는 구약성경과 신약성경 사이의 불일치를 종합하는 기독교적 방법으로 시작되었다. 두 성경 모두 연구되었고 하느님에 의해 동등하게 영감을 받았다고 여겨졌지만, 구약성경은 기독교인들에게는 불연속성을 포함하고 있었다—예를 들어 유대인의 코셔 율법. 따라서 구약성경은 신약성경의 사건들을 어떻게 예측하는지와 관련하여, 특히 구약성경의 사건들이 예수 그리스도의 삶의 사건들과 어떻게 관련되는지에 따라 이해되었다. 구약성경의 사건들은 이야기의 일부로 여겨졌고, 예수 그리스도의 삶의 사건들이 이러한 이야기들을 완전하게 마무리 짓는 것으로 보였다. 구약에서 신약을 보는 기술적 이름은 예표론이라고 불린다.

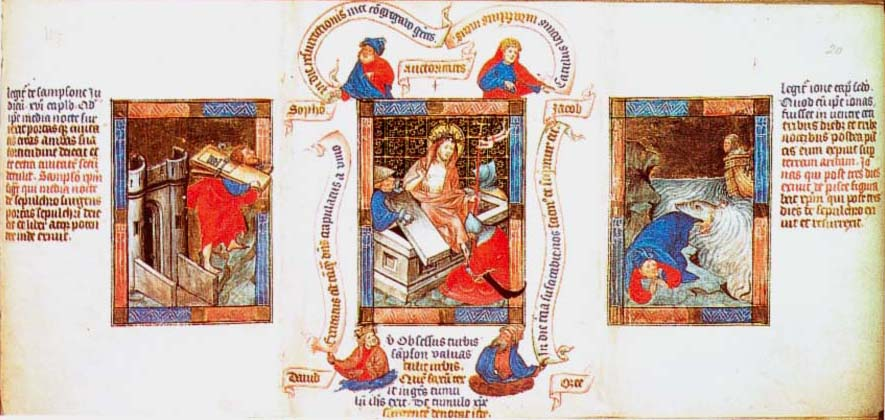
요나가 해변에 토해진 것과 함께 예수 그리스도가 무덤에서 부활하는 예표론적 풍유. 15세기 《가난한 자들의 성경》에서 발췌.

예표론의 한 예는 구약성경의 요나와 고래 이야기이다. 이 이야기에 대한 중세 시대의 풍유적 해석은 그것이 예수 그리스도의 매장을 예시하며, 고래의 뱃속이 예수 그리스도의 무덤이라는 것이다. 요나가 3일 후에 고래에게서 풀려났듯이, 예수 그리스도도 3일 후에 무덤에서 부활했다. 따라서 중세 미술과 중세 문학에서 요나에 대한 암시는 일반적으로 예수 그리스도의 매장과 부활에 대한 풍유이다.
또 다른 흔한 예표론적 풍유는 구약의 네 주요 선지자 이사야, 예레미야, 에제키엘, 그리고 다니엘이다. 이 네 선지자는 네 사도 사도 마태오, 복음사가 마르코, 루가, 그리고 사도 요한을 예시한다. 주석가들은 구약과 신약의 이야기들 사이에서 여러 가지 유사점을 찾을 수 있었다.
또한 중세 시대에는 신화 해석학—이교 신화의 풍유적 해석—의 전통도 존재했다. 베르길리우스의 《아이네이스》와 오비디우스의 《변신 이야기》는 중세 내내 표준 교과서였으며, 각각은 풍유적 해석의 오랜 전통을 가지고 있었다.
"시에나에 있는 십자가에 못 박힌 예수 그리스도의 그림(사노 디 피에트로의 《십자가》, 15세기)에서 예시를 찾을 수 있다. 십자가 꼭대기에는 새가 자신의 가슴을 쪼아 상처에서 피가 흘러나와 아래에서 기다리는 새끼들에게 먹이를 주는 모습이 보인다. 이는 로마 자연학자 플리니우스가 이야기한 사다새과의 "이야기"이다. 따라서 "이교" 출처와의 유사성을 통해, 예수 그리스도는 자신의 피로 자신의 자녀들을 먹인다."
중세 철학자들은 또한 베스티아리라고 불리는 책들에서 동물, 식물, 심지어 무생물까지 성경적 인물과 도덕의 상징으로 해석하며 자연 세계에서도 풍유를 보았다. 예를 들어, 어떤 베스티아리는 사슴을 교회에 헌신하는 사람들과 비교하는데, 이는 (중세 동물학에 따르면) 사슴이 자신의 목초지를 떠나 다른 (천국의) 목초지로 가고, 넓은 강(죄)에 도달하면 일렬로 서서 각각 다음 사슴의 엉덩이에 머리를 기댄 채(모범과 선행으로 서로를 지지하며) 함께 물을 건너기 때문이다.
4중적 의미의 방법으로 예루살렘을 해석해 본다면 다음과 같다.
- 문자적(literal)으로는 팔레스타인의 문자적 도시
- 교훈적(tropological) 의미로는 인간의 영혼
- 풍유적(allegorical) 의미로는 교회
- 영적(anagogical)인 의미로는 하늘의 도성

## 같이 보기
- 오리게네스
- 신학적 해석학
- 역사적 성경해석
- 알레고리 성경해석
- 역사문법적 방법
- 해석학
- 플라톤의 우화 해석

## 참고 문헌
- Harry Caplan, "The Four Senses of Scriptural Interpretation and the Medieval Theory of Preaching," Speculum 4, 1929, p. 283.
- 안명준, 《칼빈의 성경해석학》(기독교문서선교회, 1997)
- Stephen A. Barney (1989). "Allegory". Dictionary of the Middle Ages. vol-1. ISBN 0-684-16760-3
- William R. Cook and Ronald B. Herzman (2001). "Discovering the Middle Ages". The Teaching Company. ISBN 1-56585-701-1
- Sylvia Huot. Allegorical Play in the Old French Motet. Stanford, 1997.
- Conrad Rudolph, "The Architectural Metaphor in Western Medieval Artistic Culture: From the Cornerstone to The Mystic Ark," The Cambridge History of Religious Architecture, ed. Stephen Murray (2016)
- Conrad Rudolph, "Building the House of God: Architectural Metaphor and The Mystic Ark," Codex Aquilarensis: Revista de arte medieval (2016)